# سيرك قرطاج

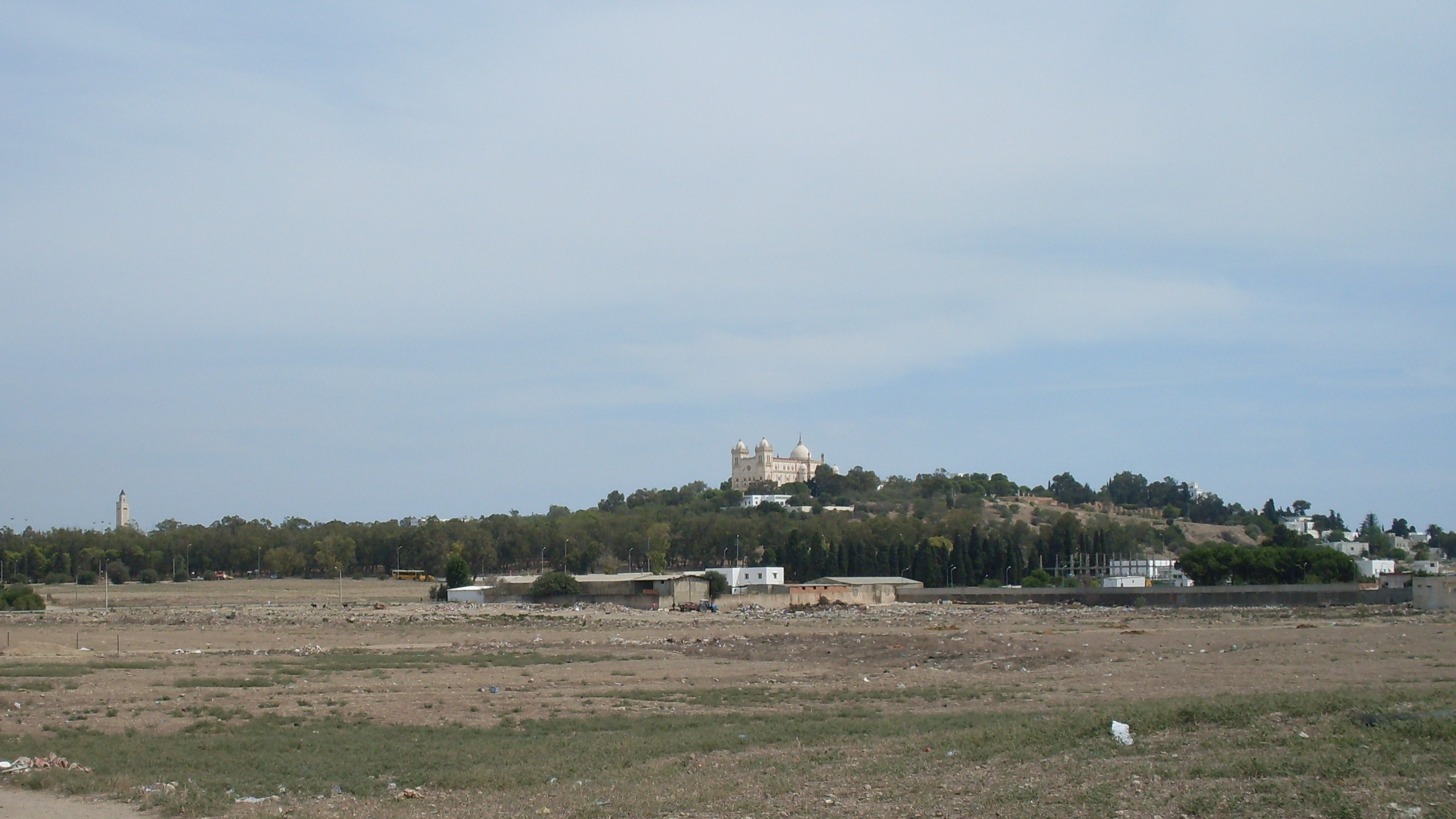
سيرك قرطاج

سيرك قرطاج هو سيرك روماني يوجد بقرطاج. تم استخدامه لسباق العربات، وقد تم تصميمه على غرار سيرك ماكسيموس في روما ومباني السيرك الأخرى في جميع أنحاء الإمبراطورية الرومانية. يبلغ طوله أكثر من 470 مترًا وعرضه يبلغ 30 مترًا، ويمكن أن يستوعب ما يصل إلى 45000 متفرج، أي ما يقرب ثلث سيرك ماكسيموس الروماني.
تاريخ بناء سيرك قرطاج لم يكن ابدا معروفا، ويبدو أن المبنى قد تم تشييده في وقت ما حوالي 238 بعد الميلاد. كانوا أهالي مدينة قرطاج يحضرون السيرك للتغلب على ضغوط حياتهم، وكان الذهاب إلى السيرك في وقت الأزمات فقط لإظهار الوطنية واللحمة بينهم.